# Aeroportul Lancaster
Aeroportul Lancaster (IATA: LNS, ICAO: KLNS, FAA LID: LNS) este un aeroport din Pennsylvania, Statele Unite ale Americii ce deservește zona Lancaster. Aeroportul a fost tranzitat în 2019 de 11.516 pasageri. A fost numit după zona deservită.
Situat la o altitudine de 123 m, aeroportul dispune de 2 piste.

## Infrastructură

### Piste
Aeroportul dispune de 2 piste. Pista 08/26 are suprafața de asfalt și dimensiunile 6.933 picioare × 150 picioare. Pista 13/31 are suprafața de asfalt și dimensiunile 4.102 picioare × 100 picioare. 